# Furchenstock
Als Furchenstock oder Rillenzieher wird ein hölzernes jungsteinzeitliches Werkzeug bezeichnet, welches vermutlich für den Feldbau, insbesondere Getreide aber auch Bohnen von großer Bedeutung war. Es handelt sich um zugespitzte gewinkelte Stöcke mit denen beim Aufreißen des Bodens eine Hebelwirkung erzielt werden konnte. 
Mit Hilfe des Furchenstockes lockerte man den Boden auf, so dass das Saatgut in ein Saatbett ausgesät werden konnte. Dazu wurde der Stock mit dem spitzen Ende in den Boden geschlagen und zum Körper gezogen. Vorteile dieser „Rillensaat“ waren das Sparen von Saatgut und die Möglichkeit Unkraut besser jäten zu können. Durch das Wenden und Auflockern der Erde wurde zusätzlich eine bessere Keimung des Getreides erreicht.
Furchenstöcke konnten auch zweiteilig sein, wobei der zugespitzte Teil durchlocht wurde, so dass ein Holzstock als Hebel durch das Loch gesteckt werden konnte.
Als Vorläufer der Furchenstöcke können einfache angespitzte Holzstöcke, auch als Wühlstöcke bezeichnet, gesehen werden. Diese wurden wohl seit dem Paläolithikum benutzt um nach Wurzeln oder Knollen zu graben. Aus dem Furchenstock entwickelte sich später ein dreizinkiges Gerät das als Vorläufer des Spatens gelten kann.
Aus Südafrika sind Felsbilder bekannt, auf denen offenbar die Verwendung von Furchenstöcken dargestellt wird.